# Fondation Mohammed-VI des oulémas africains
La fondation Mohammed VI des oulémas africains est une institution religieuse musulmane. Elle permet aux différents pays d'Afrique, l'encadrement scientifique et religieux afin d’empêcher la radicalisation, mais aussi de combattre l'idéologie djihadiste.

## Histoire
La fondation Mohammed VI des oulémas africains a été créée le 13 juillet 2015 à l'initiative du roi Mohammed VI. La fondation s'inscrit dans la démarche de réorganisation du champ religieux marocain à la suite des attentats terroristes à Casablanca en mai 2003. Le roi Mohammed VI souhaite imposer un islam « du juste milieu », afin de lutter contre les dérives extrémistes et permettre aux oulémas de promouvoir les vraies valeurs de l'islam.

## Objectifs
À travers des rencontres culturelles et intellectuelles ainsi que des coopérations avec les institutions opérant dans le domaine islamique, la fondation cherche à travailler sur tout ce qui consoliderait les liens historiques qui unissent le Maroc et l’Afrique, notamment grâce à la coordination des efforts des oulémas musulmans africains qui contribuent à l’intégration des valeurs de paix, de coexistence et d’un Islam du juste milieu et s’opposent à toute tentative de propagation des valeurs de haine et d’extrémisme.

## Les organes de la fondation
Les organes de la fondation sont :
- Le conseil supérieur ;
- Le bureau exécutif ;
- La présidence déléguée ;
- Le secrétariat général ;
- La direction financière.

## Les sections
La fondation est composée de 48 sections sur tout le continent africain, :
- Section de la république du Niger
- Section[9] de la république du Kenya
- Section de la république fédérale de Somalie
- Section[10] de la république du Burkina Faso
- Section de la république du Tchad
- Section[11] de la république des Comores
- Section[12] de la république du Bénin
- Section de la république de la Gambie
- Section[13] de la république du Mali
- Section[14] de la république du Sénégal
- Section de la république du Soudan
- Section de la république du Djibouti
- Section de la république de la Guinée-Bissau
- Section[15] de la république du Libéria
- Section de la république de Sao Tomé
- Section[16] de la république du Rwanda
- Section de la république de l’Afrique du Sud
- Section[17] de la république du Ghana
- Section de la république de l’Éthiopie
- Section de la république d'Angola
- Section de la République centrafricaine
- Section[18] de la république du Gabon
- Section[19] de la république de la Sierra Leone
- Section de la république du Madagascar
- Section de la république du Nigeria
- Section[20] de la république de la Côte d'Ivoire
- Section de la république du Cameroun
- Section[21] de la république du Congo
- Section[22] de la république du Togo
- Section[23] de la république de la Guinée Conakry
- Section de la république unie de Tanzanie
- Section de la république du Malawi
- Section de la république de Mauritanie
- Section de la république de l'Ouganda
- Section de la république du Burundi
- Section de la république du Botswana
- Section de la république du Congo
- Section de la république du Cap-Vert
- Section du royaume d'Eswatini
- Section de la république de Guinée équatoriale
- Section du royaume du Lesotho
- Section de la république de Maurice
- Section de la république de Mozambique
- Section de la république de Namibie
- Section de la république de Soudan du Sud
- Section de la république de Seychelles
- Section de la république de Zambie
- Section de la république de Zimbabwe[24]